# 天马山街道
天马山街道，是中华人民共和国湖南省衡陽市雁峰区下辖的一个乡镇级行政单位。

## 行政区划
天马山街道下辖以下地区：
岳屏社区、洪家塘社区、苏眼井社区、胜利山社区、天马山社区和荣誉路口社区。